# Титово (Ельнинский район)
Титово   — деревня  в Ельнинском районе Смоленской области России. Население – 6 жителей (2007 год)   Расположена в юго-восточной части области  в 22 км к северо-востоку от города Ельня, в 14 км к северо-западу от границы с Калужской областью. В 13 км южнее деревни железнодорожная станция Коробец на линии Смоленск  - Сухиничи. Входит в состав Мазовского сельского поселения.

## История
В годы Великой Отечественной войны деревня была местом ожесточённых боёв и дважды была оккупирована гитлеровскими войсками. 1-й раз в июле 1941 года (освобождена в ходе Ельнинской операции), 2-й раз в октябре 1941 года (освобождена в ходе Ельнинско-Дорогобужской операции в 1943 году).  В 1942 году в районе деревни действовал 4-й воздушно-десантный корпус. Была освобождена 68-й армией ,.